# Dragões de São Miguel
O GRCES Dragões de São Miguel foi uma escola de samba da cidade de São Paulo.
Por faltar ao desfile de 2010, quando estava no Grupo 4 da UESP, foi suspensa do desfile oficial pelo período de 5 anos, só podendo retornar à competição em 2016.

## Carnavais
| Ano  | Colocação | Grupo           | Enredo                                                              | Carnavalesco | Ref./Nota   |
| ---- | --------- | --------------- | ------------------------------------------------------------------- | ------------ | ----------- |
| 1992 | ND        | Seleção B       |                                                                     |              |             |
| 1993 | 2º        | Seleção B       | Não importa a profissão, quero trabalho e educação                  |              |             |
| 1994 | 8º        | 4               | Em qualquer fantasia sonha acordado o figurante na folia            |              |             |
| 1995 | Descl.    | Seleção A       |                                                                     |              |             |
| 1996 | 5º        | Seleção A       | Tributo a Primavera                                                 |              |             |
| 1997 | 10º       | Seleção A       | Exportação e Importação                                             |              |             |
| 1998 | 7º        | 3 Leste         | Homenagem a Dona Ana Barbara                                        |              |             |
| 1999 | 3º        | Grupo 3 Leste 2 | Brasil 500 anos                                                     |              |             |
| 2000 | 4º        | 3 Leste         | Brasil mostra a sua cara em 2000                                    |              |             |
| 2001 | 11º       | 2               | Carmem Miranda Pequena notável                                      |              |             |
| 2002 | 8º        | 3 Leste         | Hoje a Dragões é Leandro na avenida                                 |              |             |
| 2003 | 8º        | 3 Leste         | Sou brasileiro, gosto de mulher, futebol e cerveja                  |              |             |
| 2004 | 4º        | 3 Leste         | São Paulo sobre os trilhos, o cotidiano do povo paulistano          |              |             |
| 2005 | 7º        | 3 Leste         | No circo Planalto quem sustenta a lona é o palhaço                  |              |             |
| 2006 | 13º       | 3               | A feira nossa de cada dia                                           |              |             |
| 2007 | 10º       | 3               | 15 anos de folia, meu carnaval é só alegria                         |              |             |
| 2008 | 11º       | 3-UESP          | Iansã, A Divindade Negra                                            |              | [ 3 ] [ 4 ] |
| 2009 | 13º       | 3-UESP          | É Água Pra Lavar a Alma na Avenida                                  |              | [ 3 ]       |
| 2010 | Descl.    | 4-UESP          | Um Buquê de Poesia... Orgulhosamente o Rei do Baião... Luiz Gonzaga |              | [ 3 ]       |